# Тур Азербайджана
Тур Азербайджана (фр. Tour d’Azerbaidjan, азерб. Azərbaycan Turu) — ежегодная шоссейная многодневная велогонка по дорогам Азербайджана, которая проходила с 2012 по 2017 год в начале мая.

## История
Впервые гонка была проведена как «Международный велосипедный тур памяти 3-го президента Азербайджана Гейдара Алиева» (англ. Heydar Aliyev Anniversary Tour) с 9 по 13 мая 2012 года в рамках календаря UCI Europe Tour с категорией 2.2 с возрастным ограничением U23 (для спортсменов младше 23-х лет). Она состояла из пяти этапов и стала первой профессиональной велогонкой, проходившей Азербайджане. Организаторами велотура выступили Федерация велоспорта Азербайджана, Национальный олимпийский комитет Азербайджана и Министерство молодежи и спорта Азербайджана. На эти соревнования со всего мира были приглашены 18 команд состоявших из 6 велогонщиков.
Также в первый день состоялась индивидуальная гонка среди женщин на дистанции 25 км. Победу на ней одержала велосипедистка из Азербайджана Елена Чалых, став обладателем лицензии на Олимпийские игры в Лондоне. Компанию на подиуме ей составили Елена Павлухина (Украина) и Александра Сосенко (Литва).
В общей сложности в соревнованиях приняло участие 180 спортсменов (включая 16 женщин) из 20 команд (4 континентальные, 4 национальные сборные и 12 клубных и смешных команд)..
На следующий год гонка сменила название на «Тур де Азербайджан». В 2014 году гонка повысила свою категорию до 2.1. Её заключительный этап, который проходил в том числе по булыжной мостовой в старом городе, являлся тестом маршрута разработанным для Европейских игр 2015. Также начала освещаться на телеканале Eurosport.
Гонка состоит из пяти этапов, включая как спринтерские так и горные. Непременно стартует и финиширует в Баку проходя через Исмаиллы, Габалу, Пиркули, Сумгаит. Общая протяжённость составляет примерно 850 км.

## Победители
| Год                            | Победитель         | Второй               | Третий           |
| ------------------------------ | ------------------ | -------------------- | ---------------- |
| Heydar Aliyev Anniversary Tour |                    |                      |                  |
| 2012                           | Юсеф Региги        | Кирилл Яцевич        | Бахтияр Кожатаев |
| Tour d'Azerbaïdjan             |                    |                      |                  |
| 2013                           | Сергей Гречин      | Александр Суроткович | Бахтияр Кожатаев |
| 2014                           | Ильнур Закарин     | Виталий Буц          | Даррен Лапторне  |
| 2015                           | Примож Роглич      | Яспер Оккелун        | Матей Мугерли    |
| 2016                           | Маркус Айбеггер    | Ринальдо Ночентини   | Никита Стальнов  |
| 2017                           | Херман Пернстайнер | Александр Поливода   | Михаил Кононенко |

- В 2017 году первоначально победителем стал азербайджанец Кирилл Поздняков, но после того как его дисквалифицировали за допинг, все его результаты были аннулированы. Произошло перераспределение мест.[4][5]